# Thomas Rauch
Thomas Rauch (* 1982/1983) ist ein ehemaliger deutscher Footballspieler.

## Laufbahn
Der in der Verteidigung sowie als Kicker eingesetzte Rauch wechselte 2005 von den Franken Knights zu den Schwäbisch Hall Unicorns. 2011, 2012 und 2017 wurde er mit Schwäbisch Hall deutscher Footballmeister. In der Schlussphase des Endspiels 2012 hatte er erheblichen Anteil am Gewinn des Titels. Der 1,93 Meter große Rauch spielte bis 2017 für Schwäbisch Hall, 2014, 2015 und 2016 war er deutscher Vizemeister mit den Hallern. 2013 nahm der beruflich als Programmierer tätige Rauch an einem Auswahlverfahren des Deutschen Bobverbandes teil, der Sportler für die Aufgabe des Anschiebers sichtete.
Rauch war deutscher Nationalspieler, 2005 gehörte er zum Aufgebot, das die World Games in Duisburg gewann. 2014 wurde er Europameister. Er zählte zum deutschen Kader bei der Weltmeisterschaft 2011 und erreichte mit der Auswahl dort den fünften Platz. Bei den World Games in Breslau wurde er mit Deutschland im Jahr 2017 Zweiter.